# Metacatharsius rochai
Metacatharsius rochai är en skalbaggsart som beskrevs av Ferreira 1964. Metacatharsius rochai ingår i släktet Metacatharsius och familjen bladhorningar. Inga underarter finns listade i Catalogue of Life.